# Centella glauca
Centella glauca är en flockblommig växtart som beskrevs av M.T.R.Schubert och B.-e.van Wyk. Centella glauca ingår i släktet centellor, och familjen flockblommiga växter. Inga underarter finns listade i Catalogue of Life.